# 天主教庫約的聖胡安總教區
天主教庫約的聖胡安總教區（拉丁語：Archidioecesis Sancti Ioannis de Cuyo）是阿根廷一個羅馬天主教教省總教區，下轄兩個教區。此總教區是該國13個總教區之一。
宗座代牧區於1826年成立，1834年9月19日升為教區，1934年4月20日升為總教區。
總教區位於聖胡安省，2010年有608,000名教友（佔轄區總人口91.6%）、41個堂區和81名司鐸。現任總主教為喬治·愛德華·洛薩諾，輔理主教為嘉祿·瑪利亞·多明格斯，榮休總主教為亞豐索·羅赫利奧·德爾加多-埃弗斯。